# Norbert Burgmüller
Pour les articles homonymes, voir Burgmüller.
August Joseph Norbert Burgmüller (Düsseldorf, 8 février 1810 - Aix-la-Chapelle, 7 mai 1836) est un compositeur et pianiste prussien très prometteur dont la vie et l’œuvre connurent une fin brutale.
Longtemps oubliée, sa musique suscite à partir des années 1980 un nouvel intérêt auprès des musiciens et des musicologues. Elle comprend entre autres deux symphonies, quatre quatuors à cordes et un concerto pour piano.

## Sa vie
Son père, Friedrich August Burgmüller (de), pourvu d’un talent considérablement inférieur au sien, avait fait de la musique sa profession et était parvenu à décrocher la fonction honorable de directeur de musique à Düsseldorf en 1821. Sous sa tutelle, Norbert entama la pratique du piano et du violon. Mais ce même père, de caractère plutôt irresponsable, était bien trop absent pour transmettre son savoir de façon systématique à ses trois enfants ; ainsi, à sa mort, en 1824, Norbert se sentit perdu, en manque flagrant de bagage culturel et de solides bases musicales. Cette triste situation fut de courte durée, car le généreux comte Franz von Nesselrode-Ehreshoven décida de se charger de l’éducation du jeune garçon en tant que mécène, et l’envoya poursuivre ses études à Cassel.
Dans cette ville, Burgmüller suivit, en dehors de son instruction générale, des cours intensifs de composition chez deux professeurs renommés : Moritz Hauptmann et Louis Spohr. De 1826 à 1831, il fit d’étonnants progrès en théorie, continua également l’exercice de ses instruments, fréquenta le milieu artistique et participa régulièrement à des concerts en tant que soliste ou chef d'orchestre/chœur. Lors d’une de ces soirées, en janvier 1830, il exécuta son Concerto pour piano op. 1.
L’échec de ses fiançailles avec la diva Sophie Roland pour des raisons inconnues, enclencha une dépression violente chez lui durant laquelle l’abus d’alcool et des attaques d’épilepsie se présentaient sous forme de leitmotivs. La réputation d’ivrogne qu’il s’était construite ne plut guère à Spohr, qui abandonna son élève aussitôt. L’inconsolable Burgmüller retourna à Düsseldorf pour y enseigner à son tour, et entreprit la direction d’un petit ensemble instrumental constitué d’amateurs, peut-être avec l’espoir d’attirer l’attention pour obtenir une position importante et permanente dans sa ville natale.
En 1834, Burgmüller rencontra le compositeur Felix Mendelssohn et lui exprima toute son admiration. Cette rencontre fut certainement un moment de bonheur dans sa courte existence. Sans grande prétention, il présenta à Mendelssohn son premier opus. Ce dernier s’étonna du talent prodigieux de son cadet et éprouva dès cet instant un profond respect pour celui-ci. Un sentiment qu’il confirma en jouant son concerto en mai.
Après le départ de Mendelssohn, en 1835, l’écrivain Christian Dietrich Grabbe, avec lequel Burgmüller entretenait des relations amicales, s’inséra dans la vie quotidienne du compositeur. Ils passèrent souvent leurs temps ensemble dans la taverne Zum Drachenfels, où l’idée d’une collaboration pour la réalisation d’un opéra parodiant les conventions du genre naquit. Burgmüller enterra ce projet assez vite, car il était assez lucide pour comprendre qu’aucun établissement n’accepterait la production d’une composition pareille.
Cette même année, il fit la connaissance de Joséphine Collin, la gouvernante des enfants du comte Nesselrode-Ehreshoven ; ce fut le coup de foudre. Burgmüller projetait de s’installer à Paris avec sa bien-aimée. Non seulement Paris lui donnerait la possibilité de pratiquer la langue activement, mais en plus il y retrouverait son frère Friedrich, pédagogue apprécié dans la capitale française, qui l’aiderait à s’introduire dans la haute société. Ce souhait ne se réalisera pas. En mai 1836, il se noya à la suite d'une crise d’épilepsie en prenant les bains à Aix-la-Chapelle. Il est inhumé au cimetière du Nord de Düsseldorf.
Dans sa Neue Zeitschrift für Musik, Robert Schumann rendit honneur à Burgmüller en parlant de « la plus grande perte dans le monde musical depuis la mort de Schubert ». À sa mémoire, Mendelssohn écrivit sa Marche funèbre op. 103.

## Son œuvre

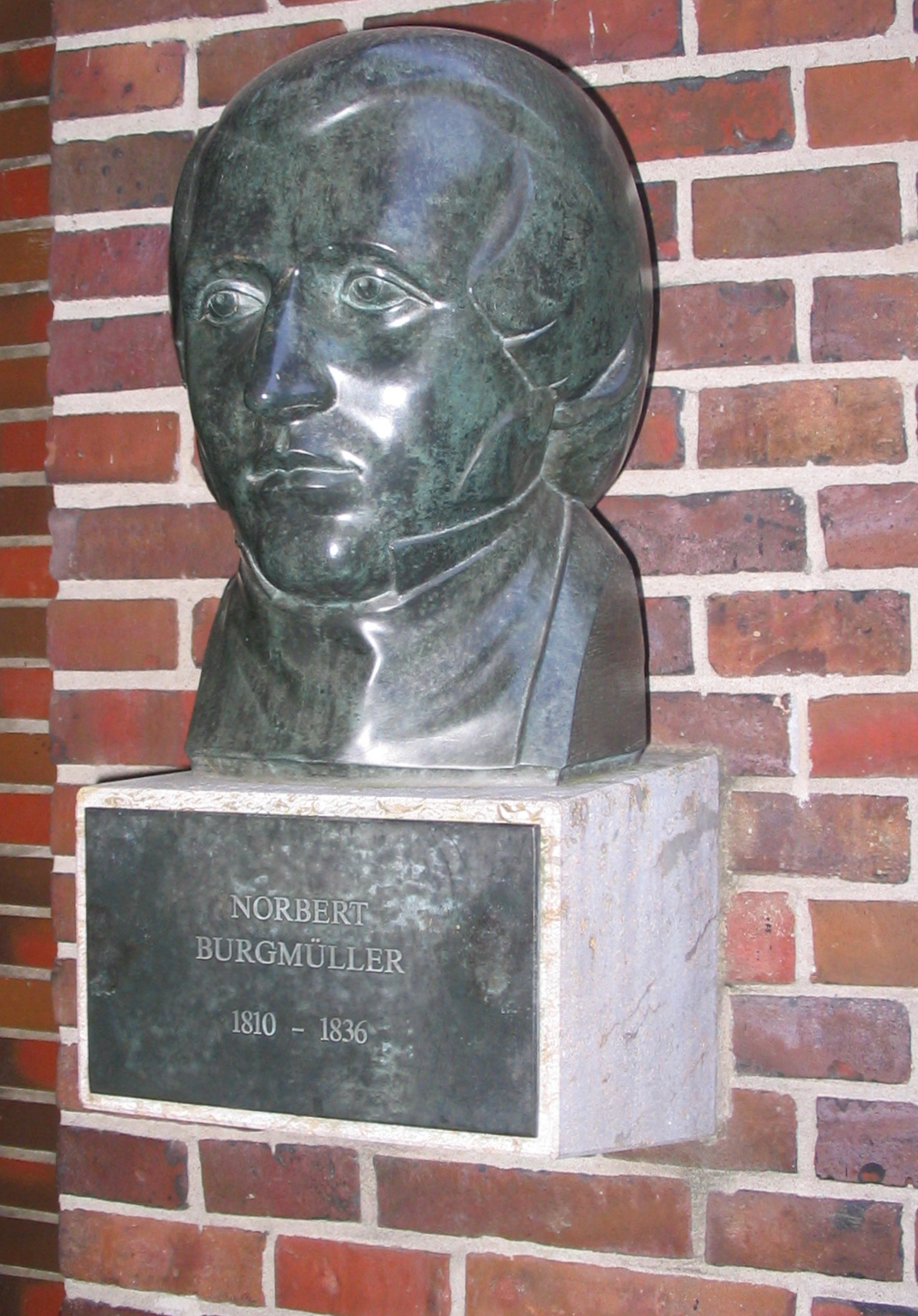
Buste de Norbert Burgmüllers par Franz Küsters devant l'entrée de la salle de concert de Düsseldorf

L’héritage musical que nous a laissé Burgmüller surprend l’auditeur et l’analyste par sa grande qualité et son curieux développement.
Le Concerto pour piano op. 1 anticipe celui de Brahms d’un point de vue technique. L’expansion de l’introduction orchestrale et le traitement des motifs mélodiques annoncent le renouveau significatif du sens de la forme et du travail thématique après Beethoven. À cette originalité s’ajoute le choix excentrique de la tonalité de fa dièse mineur, tonalité expressive rarement utilisée pour ce genre instrumental, mais qui avait été utilisée par Haydn dans la « Symphonie des adieux ».
Dans ses quatuors à cordes op. 4 et op. 7, il pousse le chromatisme à un degré jusqu’alors inexploré qu’il combine avec une forme plutôt classique pour atteindre une parfaite symbiose. Tandis que les longues phrases mélodiques rappellent le style lyrique de Spohr et l’invention raffinée de Mendelssohn, le climat des deux compositions, profondément mélancolique, est très personnel.

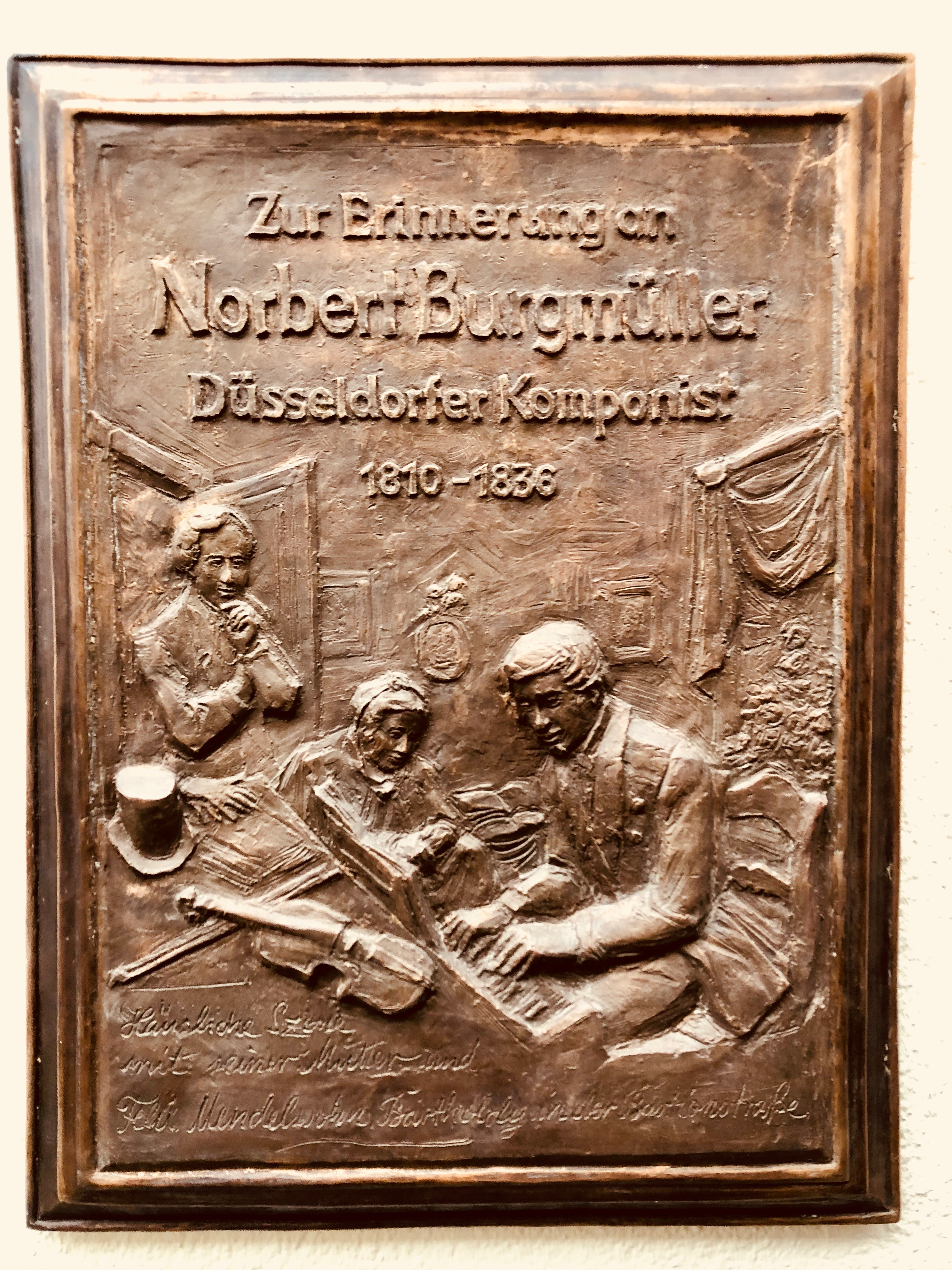
Plaque souvenir de Norbert Burgmüller à Düsseldorf, œuvre de Ulrich Grenzheuser

Sa deuxième symphonie, composition inachevée (deux mouvements orchestrés, l’esquisse du scherzo achevée et celle du final s’arrêtant à la mesure 59) qui avait suscité l’enthousiasme de Robert Schumann, témoigne d’une grande maîtrise de l’appareil symphonique qui écarte tout doute que Burgmüller, malgré sa mort prématurée, ne puisse être compté parmi les maîtres du courant romantique.
L'orchestration du scherzo fut terminée par Schumann (à partir de la mesure 169). À la demande de la famille de Burgmüller, il tenta de composer un finale (dont il reste 121 mesures d'esquisses), mais abandonna le projet.

## Liste des compositions
- Musique pour orchestre
  - Symphonie no 1, en do mineur, op. 2 (1831-33)
  - Symphonie no 2, en ré majeur, op. 11 (1834-35, inachevée)
  - Ouverture, en fa mineur, op. 5 (1825)
  - 4 Entr'actes, op. 17 (1827-28)
  - Concerto pour piano, en fa dièse mineur, op. 1 (1828-29)
- Musique vocale
  - Dionys, opéra d’après la ballade Die Bürgschaft de Schiller (1832-34, fragment)
  - 23 Lieder
- Musique de chambre
  - Quatuor à cordes no 1, en ré mineur, op. 4 (1825)
  - Quatuor à cordes no 2, en ré mineur op. 7 (1825-26)
  - Quatuor à cordes no 3, en la bémol majeur, op. 9 (1826)
  - Quatuor à cordes no 4, en la mineur, op. 14 (1835)
  - Duo, pour clarinette et piano, en mi bémol majeur, op. 15 (1834)
- Musique pour piano
  - Sonate, en fa mineur, op. 8 (1826)
  - Valse, en mi bémol majeur, WoO (1827)
  - Polonaise, en fa majeur, op. 16 (1832)
  - Rhapsodie, en si mineur, op. 13 (1834)
  - Mazurka, en mi bémol majeur, WoO (s.d.)

## Enregistrements
- A Clarinet Celebration, œuvres de Carl Maria von Weber, Norbert Burgmüller, Alamiro Giampieri, Robert Schumann et Donato Lovreglio, par Emma Johnson, clarinette, et Gordon Back, piano (ASV Records DCA 732, 1990)